# Livstræ
Livstræ (Platycladus orientalis) er et mellemstort, stedsegrønt nåletræ med skælformede nåle. Planten var tidligere kategoriseret under navnet Thuja orientalis, da den dengang blev anset for at tilhøre slægten Thuja. Mange planteskoler m.m. forhandler forsat træet under dets gamle navn.
Livstræ vokser relativt langsomt, og bliver normalt ikke mere end 20 m højt. I Danmark er højder under 10 m dog mere almindelige, specielt i haver. Dette skyldes dels at klimaet ikke er helt optimalt, dels at de fleste sorter der sælges til havebrug er sorter der ikke bliver så store. Livstræ kan blive mange hundrede år gammelt, og gamle træer der vokser under optimale forhold kan blive op til 30 m.
Nålene ligner nålene fra Thuja og Ædelcypres, skælagtige, flade 2-4mm lange og frisk grø nne (der findes dog sorter med farver fra blå til gul). Kan kendes fra Thuja, ved ikke at have dennes karakteristiske lugt.
I Danmark spiller træet ingen forstlig rolle, heller ikke til pyntegrønt, men det er til gengæld uhyre almindeligt i haver og parker. Også i sit hjemland, Kina og sydøstasien, bruges det i stor stil som prydtræ – og er i vid udstrækning plantet ved templer og i parker. Her findes eksemplarer som angiveligt er mere end 1000 år gamle.
| Sorter |

- Livstræ 'Aurea Nana' (Platycladus orientalis 'Aurea Nana')
- Livstræ 'Magnifica'  (Platycladus orientalis 'Magnifica')